# 시메티딘
시메티딘(Cimetidine)은 위장 내에서 위산의 분비를 억제하는 약물로서, 위염 또는 위궤양 등의 증상에 아주 빈번하게 처방되고 있다. 약물학적 전문용어로 H2 수용체 차단제 (H2-receptor antagonist) 계열에 속한다. 상표명 타가메트(Tagamet)로도 알려져 있다.